# 하나로웹NTV
하나로웹NTV는 광주 지역의 SO사업자였다. 1995년 개국,  2004년 CMB에 통합됐다.